# یامانمولا
یامانمولا (به لاتین: Yamanmulla) یک منطقهٔ مسکونی در سری‌لانکا است که در استان مرکزی (سری‌لانکا) واقع شده‌است.